# Cryphia antemedioalba
Cryphia antemedioalba är en fjärilsart som beskrevs av Embrik Strand 1921. Cryphia antemedioalba ingår i släktet Cryphia och familjen nattflyn. Inga underarter finns listade i Catalogue of Life.